# Babacar Niang (athlétisme)
Pour les articles homonymes, voir Babacar Niang (homonymie).
Babacar Niang (né le 9 septembre 1958) est un athlète sénégalais, spécialiste du 800 mètres.

## Biographie
Il remporte la médaille d'or du 800 m lors des Championnats d'Afrique 1988, à Annaba en Algérie, en devançant dans le temps de 1 min 46 s 99 l’Éthiopien Getahun Ayana et l'Algérien Ahmed Belkessam. il remporte la médaille de bronze lors de l'édition suivante, en 1989. Il participe à trois Jeux olympiques consécutifs de 1984 à 1992 mais ne parvient pas à franchir le cap des demi-finales.

### Palmarès
| Date | Compétition            | Lieu     | Résultat | Épreuve   |
| ---- | ---------------------- | -------- | -------- | --------- |
| 1982 | Championnats d'Afrique | Le Caire | 2e       | 4 x 400 m |
| 1984 | Championnats d'Afrique | Rabat    | 1er      | 4 × 400 m |
| 1985 | Championnats d'Afrique | Le Caire | 3e       | 4 × 400 m |
| 1988 | Championnats d'Afrique | Annaba   | 1er      | 800 m     |
| 1989 | Championnats d'Afrique | Lagos    | 3e       | 800 m     |

### Records
| Épreuve | Épreuve   | Performance   | Lieu         | Date            |
| ------- | --------- | ------------- | ------------ | --------------- |
| 800 m   | Plein air | 1 min 44 s 70 | Paris        | 22 juillet 1986 |
| 800 m   | Salle     | 1 min 48 s 33 | Indianapolis | 7 mars 1987     |